# Pangarengan (Pangarengan)
Pangarengan is een bestuurslaag in het regentschap Sampang van de provincie Oost-Java, Indonesië. Pangarengan telt 3914 inwoners (volkstelling 2010).